# لو رومانو
لو رومانو (انگلیسی: Lou Romano؛ زادهٔ ۱۵ آوریل ۱۹۷۲) یک طراح، و صدا پیشه اهل ایالات متحده آمریکا است.
از فیلم‌ها یا برنامه‌های تلویزیونی که وی در آن نقش داشته است می‌توان به راتاتویی اشاره کرد.